# الرسالة العرشية
الرسالة العرشية هو كتاب ألفه شيخ الإسلام تقي الدين أحمد ابن تيمية (661-728)، يقع الكتاب في آخر الجزء السادس من مجموع الفتاوى، وقد طبع طباعة مفردة، في كتاب مستقل.

## سبب التأليف
ردا عن سؤال ورده نص على التالي 
"
| الرسالة العرشية | ما تقول في " العرش " هل هو كروي أم لا ؟ وإذا كان كرويا والله من ورائه محيط به بائن عنه فما فائدة أن العبد يتوجه إلى الله حين دعائه وعبادته فيقصد العلو دون غيره ولا فرق حينئذ وقت الدعاء بين قصد جهة العلو وغيرها من الجهات التي تحيط بالداعي ومع هذا نجد في قلوبنا قصدا يطلب العلو لا يلتفت يمنة ولا يسرة. فأخبرنا عن هذه الضرورة التي نجدها في قلوبنا ؛ وقد فطرنا عليها. وابسط لنا الجواب في ذلك بسطا شافيا : يزيل الشبهة ويحقق الحق - إن شاء الله - أدام الله النفع بكم وبعلومكم آمين | الرسالة العرشية |

فأجاب شيخ الإسلام عن السؤال بثلاث مقامات طويلة، شرح فيها العرش بما ورد من الكتاب والسنة.

## وصلات خارجية
- تحميل الرسالة العرشية لابن تيمية المكتبة الوقفية
- تحميل الرسالة العرشية لابن تيمية المكتبة الشاملة